# Artix, Ariège

Artix este o comună în departamentul Ariège din sudul Franței. În 2009 avea o populație de 206 de locuitori.